# The First Tour 2003 Live & Document
『The First Tour 2003 Live & Document』(ザ・ファースト・ツアー・2003・ライヴ・アンド・ドキュメント)は中島美嘉のライヴ映像。VHSとDVDが同日に発売された。

## 解説
映像作品としては自身初のライブ映像で、同年2月6日に行われた大阪府・なんばHatch公演の模様を収録している。

## 収録曲
1. -INTRODUCTION-
2. HEAVEN ON EARTH
3. ONE SURVIVE
4. TRUE EYES
5. marionette
6. Helpless Rain
7. RESISTANCE
8. -DOCUMENT-
9. aroma
10. I
11. WILL
12. STARS
13. CRESCENT MOON
14. JUST TRUST IN OUR LOVE
15. 愛してる
16. 愛してる (JOY TO THE LOVE)
17. THE ROSE
18. A MIRACLE FOR YOU
19. -LAST WALTZ-